# Gran Premio motociclistico della Comunità Valenciana 2021
Il Gran Premio motociclistico della Comunità Valenciana 2021 è stato la diciottesima ed ultima prova del motomondiale 2021. Le vittorie nelle tre classi sono andate a: Francesco Bagnaia in MotoGP, Raúl Fernández in Moto2 e Xavier Artigas in Moto3. Per il pilota spagnolo Artigas si tratta della prima vittoria nel contesto del motomondiale. Giunti all'ultima prova di campionato, viene  attribuito l'ultimo titolo non ancora assegnato, quello della classe Moto2, che viene vinto da Remy Gardner.

## MotoGP
Per la prima volta nel motomondiale, il podio della classe regina è composto da tre piloti equipaggiati da moto Ducati: si è imposto Francesco Bagnaia del team ufficiale Ducati Corse, davanti a Jorge Martín del team satellite Pramac Racing e all'altro pilota del team interno, Jack Miller.

### Arrivati al traguardo
| Pos. | Nº | Pilota            | Squadra                     | Motocicletta       | Giri | Tempo     | Griglia | Punti |
| ---- | -- | ----------------- | --------------------------- | ------------------ | ---- | --------- | ------- | ----- |
| 1º   | 63 | Francesco Bagnaia | Ducati Lenovo               | Ducati Desmosedici | 27   | 41'15.481 | 2º      | 25    |
| 2º   | 89 | Jorge Martín      | Pramac Racing               | Ducati Desmosedici | 27   | +0.489    | 1º      | 20    |
| 3º   | 43 | Jack Miller       | Ducati Lenovo               | Ducati Desmosedici | 27   | +0.823    | 3º      | 16    |
| 4º   | 36 | Joan Mir          | Suzuki Ecstar               | Suzuki GSX-RR      | 27   | +5.214    | 4º      | 13    |
| 5º   | 20 | Fabio Quartararo  | Monster Energy Yamaha       | Yamaha YZR-M1      | 27   | +5.439    | 8º      | 11    |
| 6º   | 5  | Johann Zarco      | Pramac Racing               | Ducati Desmosedici | 27   | +6.993    | 5º      | 10    |
| 7º   | 33 | Brad Binder       | Red Bull KTM Factory Racing | KTM RC16           | 27   | +8.437    | 7º      | 9     |
| 8º   | 23 | Enea Bastianini   | Avintia Esponsorama         | Ducati Desmosedici | 27   | +10.933   | 18º     | 8     |
| 9º   | 41 | Aleix Espargaró   | Aprilia Racing Team Gresini | Aprilia RS-GP      | 27   | +12.651   | 12º     | 7     |
| 10º  | 46 | Valentino Rossi   | Petronas Yamaha SRT         | Yamaha YZR-M1      | 27   | +13.468   | 10º     | 6     |
| 11º  | 21 | Franco Morbidelli | Monster Energy Yamaha       | Yamaha YZR-M1      | 27   | +14.085   | 11º     | 5     |
| 12º  | 4  | Andrea Dovizioso  | Petronas Yamaha SRT         | Yamaha YZR-M1      | 27   | +16.534   | 13º     | 4     |
| 13º  | 73 | Álex Márquez      | LCR Honda Castrol           | Honda RC213V       | 27   | +17.059   | 19º     | 3     |
| 14º  | 88 | Miguel Oliveira   | Red Bull KTM Factory Racing | KTM RC16           | 27   | +18.221   | 20º     | 2     |
| 15º  | 27 | Iker Lecuona      | Tech 3 KTM Factory Racing   | KTM RC16           | 27   | +19.233   | 15º     | 1     |
| 16º  | 12 | Maverick Viñales  | Aprilia Racing Team Gresini | Aprilia RS-GP      | 27   | +19.815   | 14º     |       |
| 17º  | 10 | Luca Marini       | SKY VR46 Avintia            | Ducati Desmosedici | 27   | +28.860   | 17º     |       |
| 18º  | 9  | Danilo Petrucci   | Tech 3 KTM Factory Racing   | KTM RC16           | 27   | +32.169   | 16º     |       |

### Ritirati
| Nº | Pilota           | Squadra            | Motocicletta  | Giri | Griglia |
| -- | ---------------- | ------------------ | ------------- | ---- | ------- |
| 42 | Álex Rins        | Suzuki Ecstar      | Suzuki GSX-RR | 10   | 6º      |
| 30 | Takaaki Nakagami | LCR Honda Idemitsu | Honda RC213V  | 4    | 9º      |

## Moto2

### Arrivati al traguardo
| Pos. | Nº | Pilota                | Squadra                  | Motocicletta | Giri | Tempo     | Griglia | Punti |
| ---- | -- | --------------------- | ------------------------ | ------------ | ---- | --------- | ------- | ----- |
| 1º   | 25 | Raúl Fernández        | Red Bull KTM Ajo         | Kalex        | 16   | 25'38.612 | 5º      | 25    |
| 2º   | 21 | Fabio Di Giannantonio | Federal Oil Gresini      | Kalex        | 16   | +0.517    | 4º      | 20    |
| 3º   | 37 | Augusto Fernández     | Elf Marc VDS Racing      | Kalex        | 16   | +0.786    | 3º      | 16    |
| 4º   | 13 | Celestino Vietti      | SKY Racing Team VR46     | Kalex        | 16   | +2.393    | 2º      | 13    |
| 5º   | 44 | Arón Canet            | Inde Aspar               | Boscoscuro   | 16   | +4.978    | 7º      | 11    |
| 6º   | 97 | Xavi Vierge           | Petronas Sprinta Racing  | Kalex        | 16   | +5.091    | 12º     | 10    |
| 7º   | 22 | Sam Lowes             | Elf Marc VDS Racing      | Kalex        | 16   | +5.415    | 10º     | 9     |
| 8º   | 9  | Jorge Navarro         | Termozeta Speed Up       | Boscoscuro   | 16   | +5.808    | 9º      | 8     |
| 9º   | 23 | Marcel Schrötter      | Liqui Moly Intact GP     | Kalex        | 16   | +7.941    | 13º     | 7     |
| 10º  | 87 | Remy Gardner          | Red Bull KTM Ajo         | Kalex        | 16   | +9.112    | 8º      | 6     |
| 11º  | 45 | Tetsuta Nagashima     | Italtrans Racing         | Kalex        | 16   | +9.420    | 15º     | 5     |
| 12º  | 12 | Thomas Lüthi          | Pertamina Mandalika SAG  | Kalex        | 16   | +10.355   | 6º      | 4     |
| 13º  | 62 | Stefano Manzi         | Flexbox HP40             | Kalex        | 16   | +11.898   | 20º     | 3     |
| 14º  | 42 | Marcos Ramírez        | American Racing          | Kalex        | 16   | +12.088   | 16º     | 2     |
| 15º  | 55 | Hafizh Syahrin        | NTS RW Racing GP         | NTS          | 16   | +12.361   | 14º     | 1     |
| 16º  | 96 | Jake Dixon            | Petronas Sprinta Racing  | Kalex        | 16   | +13.982   | 23º     |       |
| 17º  | 54 | Fermín Aldeguer       | Termozeta Speed Up       | Boscoscuro   | 16   | +14.022   | 21º     |       |
| 18º  | 70 | Barry Baltus          | NTS RW Racing GP         | NTS          | 16   | +14.145   | 30º     |       |
| 19º  | 35 | Somkiat Chantra       | Idemitsu Honda Team Asia | Kalex        | 16   | +17.111   | 25º     |       |
| 20º  | 72 | Marco Bezzecchi       | SKY Racing Team VR46     | Kalex        | 16   | +19.273   | 11º     |       |
| 21º  | 6  | Cameron Beaubier      | American Racing          | Kalex        | 16   | +19.426   | 18º     |       |
| 22º  | 75 | Albert Arenas         | Inde Aspar               | Boscoscuro   | 16   | +19.608   | 26º     |       |
| 23º  | 14 | Tony Arbolino         | Liqui Moly Intact GP     | Kalex        | 16   | +19.986   | 27º     |       |
| 24º  | 11 | Nicolò Bulega         | Federal Oil Gresini      | Kalex        | 16   | +23.805   | 24º     |       |
| 25º  | 64 | Bo Bendsneyder        | Pertamina Mandalika SAG  | Kalex        | 16   | +31.559   | 22º     |       |

### Ritirati
| Nº | Pilota             | Squadra                 | Motocicletta | Giri | Griglia |
| -- | ------------------ | ----------------------- | ------------ | ---- | ------- |
| 40 | Héctor Garzó       | Flexbox HP40            | Kalex        | 11   | 19º     |
| 20 | Dimas Ekky Pratama | Pertamina Mandalika SAG | Kalex        | 2    | 29º     |

## Moto3

### Arrivati al traguardo
| Pos. | Nº | Pilota            | Squadra                     | Motocicletta  | Giri | Tempo     | Griglia | Punti |
| ---- | -- | ----------------- | --------------------------- | ------------- | ---- | --------- | ------- | ----- |
| 1º   | 43 | Xavier Artigas    | Leopard Racing              | Honda NSF250R | 23   | 38'30.302 | 17º     | 25    |
| 2º   | 11 | Sergio García     | Valresa GasGas Aspar        | Gas Gas       | 23   | +0.043    | 10º     | 20    |
| 3º   | 5  | Jaume Masiá       | Red Bull KTM Ajo            | KTM RC 250 GP | 23   | +0.232    | 23º     | 16    |
| 4º   | 12 | Filip Salač       | CarXpert PrüstelGP          | KTM RC 250 GP | 23   | +0.443    | 5º      | 13    |
| 5º   | 53 | Deniz Öncü        | Red Bull KTM Tech 3         | KTM RC 250 GP | 23   | +0.540    | 13º     | 11    |
| 6º   | 82 | Stefano Nepa      | BOE Owlride                 | KTM RC 250 GP | 23   | +1.156    | 14º     | 10    |
| 7º   | 28 | Izan Guevara      | Valresa GasGas Aspar        | Gas Gas       | 23   | +1.209    | 3º      | 9     |
| 8º   | 99 | Carlos Tatay      | Avintia Esponsorama         | KTM RC 250 GP | 23   | +2.109    | 11º     | 8     |
| 9º   | 23 | Niccolò Antonelli | Avintia VR46 Academy        | KTM RC 250 GP | 23   | +2.185    | 9º      | 7     |
| 10º  | 71 | Ayumu Sasaki      | Red Bull KTM Tech 3         | KTM RC 250 GP | 23   | +2.322    | 26º     | 6     |
| 11º  | 17 | John McPhee       | Petronas Sprinta Racing     | Honda NSF250R | 23   | +2.791    | 15º     | 5     |
| 12º  | 55 | Romano Fenati     | Sterilgarda Max Racing Team | Husqvarna     | 23   | +2.461    | 28º     | 4     |
| 13º  | 7  | Dennis Foggia     | Leopard Racing              | Honda NSF250R | 23   | +3.819    | 7º      | 3     |
| 14º  | 31 | Adrián Fernández  | Sterilgarda Max Racing Team | Husqvarna     | 23   | +13.298   | 29º     | 2     |
| 15º  | 52 | Jeremy Alcoba     | Indonesian Racing Gresini   | Honda NSF250R | 23   | +13.348   | 12º     | 1     |
| 16º  | 54 | Riccardo Rossi    | BOE Owlride                 | KTM RC 250 GP | 23   | +13.369   | 27º     |       |
| 17º  | 27 | Kaito Toba        | CIP Green Power             | KTM RC 250 GP | 23   | +17.249   | 24º     |       |
| 18º  | 16 | Andrea Migno      | Rivacold Snipers            | Honda NSF250R | 23   | +45.581   | 4º      |       |
| 19º  | 6  | Ryusei Yamanaka   | CarXpert PrüstelGP          | KTM RC 250 GP | 18   | +5 giri   | 22º     |       |

### Ritirati
| Nº | Pilota             | Squadra                   | Motocicletta  | Giri | Griglia |
| -- | ------------------ | ------------------------- | ------------- | ---- | ------- |
| 37 | Pedro Acosta       | Red Bull KTM Ajo          | KTM RC 250 GP | 22   | 1º      |
| 67 | Alberto Surra      | Rivacold Snipers          | Honda NSF250R | 20   | 25º     |
| 24 | Tatsuki Suzuki     | SIC58 Squadra Corse       | Honda NSF250R | 17   | 2º      |
| 92 | Yuki Kunii         | Honda Team Asia           | Honda NSF250R | 12   | 20º     |
| 66 | Joel Kelso         | CIP Green Power           | KTM RC 250 GP | 4    | 18º     |
| 95 | José Antonio Rueda | Indonesian Racing Gresini | Honda NSF250R | 4    | 21º     |
| 20 | Lorenzo Fellon     | SIC58 Squadra Corse       | Honda NSF250R | 0    | 6º      |
| 40 | Darryn Binder      | Petronas Sprinta Racing   | Honda NSF250R | 0    | 16º     |